# Лароз, Чед
Чед Лароз (англ. Chad Larose; р. 27 марта 1982, Фрейзер, Мичиган) — профессиональный американский хоккеист. Амплуа — крайний нападающий.
На драфте НХЛ не выбирался. 6 августа 2003 года как свободный агент подписал контракт с командой «Каролина Харрикейнз».  Он является обладателем Кубка Стэнли-2006.

## Награды
- Обладатель Лео Лалонд Мемориал Трофи, 2003 («Гелф Шторм»)
- Обладатель Кубка Стэнли, 2006 («Каролина Харрикейнз»)

## Статистика
```
                                            --- Regular Season ---  ---- Playoffs ----
Season   Team                        Lge    GP    G    A  Pts  PIM  GP   G   A Pts PIM
--------------------------------------------------------------------------------------
1999-00  Sioux Falls Stampede        USHL   54   29   26   55   28   3   0   1   1   0
2000-01  Sioux Falls Stampede        USHL   24   11   22   33   50  --  --  --  --  --
2000-01  Plymouth Whalers            OHL    32   18    7   25   24  19  10  10  20  22
2001-02  Plymouth Whalers            OHL    53   32   27   59   40   6   3   4   7  16
2002-03  Plymouth Whalers            OHL    67   61   56  117   52  15   9   8  17  25
2003-04  Lowell Lock Monsters        AHL    36    7    9   16   29  --  --  --  --  --
2003-04  Florida Everblades          ECHL   41   16   19   35   16  14   3   4   7  20
2004-05  Lowell Lock Monsters        AHL    66   20   22   42   32  11   3   5   8  10
2005-06  Lowell Lock Monsters        AHL    23   14   11   25   10  --  --  --  --  --
2005-06  Carolina Hurricanes         NHL    49    1   12   13   35  21   0   1   1  10
2006-07  Carolina Hurricanes         NHL    80    6   12   18   10  --  --  --  --  --
2007-08  Carolina Hurricanes         NHL    58   11   12   23   46  --  --  --  --  --
2008-09  Carolina Hurricanes         NHL    81   19   12   31   35  18   4   7  11  16
2009-10  Carolina Hurricanes         NHL    Statistics Unavailable
--------------------------------------------------------------------------------------
         NHL Totals                        268   37   48   85  126  39   4   8  12  26

```